# Festival de Cinema de Munique
O Festival de Cinema de Munique (em alemão: Filmfest München) é o segundo maior festival de cinema da Alemanha. Realizado anualmente desde 1983, o evento atrai aproximadamente 80 mil pessoas por ano e acontece no final de junho.

## Prêmios
Filmfest München atribui os seguintes prêmios (no valor aproximado de € 250.000):
- O Prêmio ARRI/OSRAM (no valor de  € 50.000[1]) vai para o Melhor Filme (em língua não alemã). Foi concedido pela Arri desde 2008 e pela Osram desde 2013.
- O Prêmio CineMerit (criado em 1997) homenageia personalidades de destaque na comunidade cinematográfica internacional por contribuições extraordinárias para o cinema como forma de arte.[2]
- O Prêmio CineVision e € 12.000 vão para o melhor filme de um diretor iniciante. Destina-se a apoiar futuros diretores e fornecer-lhes exposição na Alemanha. O vencedor é selecionado na seção CineVision do festival.[3]
- O Prêmio CineVision vai para a melhor co-produção internacional envolvendo co-produtores alemães.
- O Prêmio German Cinema New Talent é doado pelo DZ Bank, Bavaria Film e Bavarian Broadcasting. Os prêmios vão para o melhor diretor, melhor produtor, melhor roteirista e melhor ator e atriz em filmes narrativos na seção New German Cinema do festival.[4]
- O Prêmio Bernd Burgemeister TV Movie (anteriormente o VFF TV Movie Award) é concedido pela VFF, a co-reitoria de cinema da German Film & TV Producers para o Melhor Filme Alemão de TV no exibido no festival, mais o prêmio de € 25.000.
- O Prêmio Bayern 2 e o SZ Audience são apresentados pelo Süddeutsche Zeitung e pela estação de rádio Bayern 2 desde 2004. O público do festival de cinema escolhe o vencedor.
- O Prêmio do Público Kinderfilmfest, eleito por crianças que votam no seu filme favorito.
- O Prêmio One Future Prize (apresentado desde 1986 e financiado pela Interfilm Akademie, München) vai o melhor filme que aborde ética e esteticamente, que o nosso mundo tem um futuro comum.
- O Prêmio Fritz Gerlich Preis (no valor de € 10.000) é doado pela produtora Tellux e destinado a um filme ou documentário que aborde corajosamente um tópico de interesse público, refletindo o compromisso de Fritz Gerlich com os direitos humanos. Gerlich foi um jornalista que se opôs abertamente a Adolf Hitler e foi morto em 1934.
- O Prêmio Fipresci Preis vai para o melhor filme na seção Novo Cinema Alemão.